# 나라하라정
나라하라정(楢原町)은 후쿠시마현 미나미아이즈군에 있던 정이다. 1955년 4월 1일 나라하라정, 에가와촌, 아사히다촌 등 3개 정·촌이 합병하여 시모고정이 신설되고 폐지되었다.

## 지리
- 시모고정의 북서부가 나라하라정의 촌역이 있던 곳이다.

## 역사
- 1889년 4월 1일 - 정촌제 시행에 의해 도요나리촌, 에이토미촌, 나카야마촌, 미쓰이촌, 신카이촌, 도오카촌, 오우라촌이 합병해 미나미아이즈군 나라하라촌이 성립하였다.
- 1946년 11월 20일 - 정으로 승격해 나라하라정이 되었다.
- 1955년 4월 1일 나라하라정, 에가와촌, 아사히다촌 등 3개 정·촌이 합병하여 시모고정이 신설되고 폐지되었다.

## 인구
- 1889년 2,301
- 1907년 2,802
- 1920년 3,292
- 1935년 4,615
- 1947년 5,145

## 교통

### 철도
- 일본국유철도 (→동일본여객철도→아이즈 철도)
  - 아이즈선

### 도로
- 2급국도
  - 국도 121호선

## 참고 문헌
- 角川日本地名大辞典編纂委員会『角川日本地名大辞典 7 福島県』、角川書店、1981年 ISBN 4-04-001070-1
- 日本加除出版株式会社編集部『全国市町村名変遷総覧』、日本加除出版、2006年、ISBN 4-8178-1318-0